# Ditrichum oblongum
Ditrichum oblongum là một loài rêu trong họ Ditrichaceae. Loài này được Lindb. Kindb. mô tả khoa học đầu tiên năm 1879.